# La voce di Narciso
La voce di Narciso è un libro di Carmelo Bene, edito nel 1982 da Il Saggiatore e incluso parzialmente nell'opera omnia Opere, con l'Autografia d'un ritratto. Questi i capitoli del testo originario inclusi nel volume:
Nota di Maurizio Grande
- Non esisto: dunque sono
- Il monologo
- Marlowe
- Due passi in casa Meyerhold
- L'arte di Stato
- L'avvento della donna
- La vita bambina
Il titolo di quest'opera è significativo. Bisogna considerare il fatto che Bene interpreta  il mito di Narciso come ricerca della conoscenza che causa l'annullamento dell'''Io''. Il monologo è l'essenza del Grande Teatro, inaccessibile al dialogo ("narcisistico") e di conseguenza non tollera rappresentazione (sempre di Stato) che crea sempre una comunicazione inopportuna.

## Opera

### Non esisto: dunque sono
Con il titolo del capitolo, parodia della certezza e dell'essenza cartesiana, Bene mette sul tappeto il non "problema" dell'essere:
"Non esisto dunque sono. Altrove. Qui.
Dove? m'apparve il sogno ad occhi aperti
di Lei che non fu mai
Colei ch'è mai vissuta e mai morì".
L'artista salentino parla qui dell'inquietudine del non morto, del vampiro, in quanto sospeso tra l'essere e il non essere, tra la vita e la morte. Da qui l'inquietudine. Quindi il paragone implicito del vampiro-attore con Narciso dà adito al fatto che lo specchio (se vogliamo d'acqua) non riflette un bel niente: non vi è la vanità dell'auto-compiacimento. Questa sua non-vita o non-morte è causata dalla presenza inopportuna del prossimo, "l'incosciente narcisismo delle sue vittime", altrimenti si terrebbe ben lungi dal vivere, della costrizione a "dover essere". L'essere (in quanto non essere), vale a dire l'"inquietudine del non morto", viene risolta nell'aprassia del gesto, nell'afasia della parola, nella frantumazione del linguaggio. La tendenziosità a non agire, ma ad essere agiti porta a considerare che...
"Il Vampiro-Attore è paradossalmente il Femminile elevato a Coscienza [...] Il teatrino dell'Io frantuma..."
Il soggetto-attore, in quanto assoggettato, è negato dunque all'immagine oltre che all'azione.
È l'impunita, recidiva immaturità dei morti. Questo soltanto può produrre poesia toccante. Tutto il resto è teatro [...] Nel teatro del non rappresentabile, l'Attore è infinito. È l'infinito della disattenzione para-statale. È l'infinito della mancanza di sé.

### Il monologo
Il "monologo - spiega Bene - non è un momento come un altro a teatro. È, al contrario, l'intero spettacolo. Monologo è teatro". Fin dagli esordi, all'artista salentino gli si attribuiva questo suo "recitarsi addosso", questa assenza di ogni possibile interlocutore. Narciso in fondo non è che la metafora del grande artista che taglia tutti i ponti, restituendosi all'interiorità sottratta al linguaggio dialogico. Bene fornisce qualche consiglio per chi voglia monologare ("nobilitando il dialogo")...
- Recitare a nessuno (e comunque mai rivolti al partner di turno). Come i pazzi appunto.
- Gelosamente custodire (esibire-nascondere) i propri gesti
- Smontare la frase, la parola stessa; disorganizzare la sintassi.
- Affidare il suono alla strumentazione fonica [...]
- Inabitalità della voce mediante il playback
Quindi Carmelo Bene si riallaccia alla tradizione dei grandi tragici greci, dove...
"Nel grande oblio dei palcoscenici d'oro, la parola fu musica, finché l'avvento del'epos-euripideo-socratico rovinò la poesia tragica in dialettica [...] defraudando il teatro della sua consolazione metafisica, per degradarlo a istituto per la formazione morale del popolo".
Questo disastro toccato alla phoné in Grecia, Bene lo vede immutato attraverso i secoli, eccetto che nei grandi autori del periodo elisabettiano (Marlowe, Shakespeare, ...), e lo ritrova nel "teatro di regia" e nella scrittura di scena attuali.
Bene ancora insiste, nietzschianamente, contro la situazione del teatro attuale ...
"Se il socratismo dialettico caccia il miracolo dalla scena, per instaurarvi  il testo razionale disastrosamente affidato alla lettura di attori 'intellettuali', il teatro è morto. È inutile l'inutile della grande estate tragica [...] Il teatro è sfinita e insensata rappresentazione, cerimonia funebre officiata da un prete cialtrone (il nus di Anassagora), reggitore e 'coordinatore del tutto': il regista e un suo chierico; cercano entrambi 'un letto in un domicilio altrui'. Figurarsi gli astanti: senza fede alcuna e nessuna parentela col defunto, convenuti un po' a svagarsi a questo funerale a pagamento".
Bene attacca la figura del critico (teatrale e non solo), contrapponendogli quello che Nietzsche definiva lo spettatore estetico, e, d'accordo con Montale, inveisce contro l'avvilente ruolo del regista, il deus ex machina del "teatro della rappresentazione di Stato". Denuncia inoltre l'arredo e le trovate scenografiche in teatro, specialmente quello lirico, dove la phoné e la musica già complete di per sé, vengono degradate dal superfluo e dall'eccessivo abbaglio visivo. E da qui il suo disprezzo per il cinema e la televisione e il loro uso indiscriminato di effettistica a scapito del sonoro. L'idiosincrasia di Bene colpisce immancabilmente anche gli attori, i così da lui definiti "spazzini del proscenio" ...
"Essi esibiscono , quasi un virtuosismo, la stupidità della propria facoltà mnemonica (anche leggendo) nient'affatto sfiorati dalla necessità urgente della memoria in quanto scrittura vocale. Essi dicono e ricordano altro. Dicono e non son detti. Non son parlati. Parlano [...] riferiscono il testo ...".
Non viene risparmiata nemmeno l'identità, così definita dall'artista, "scorreggiona del teatrino occidentale dell'arte". Per quanto riguarda in particolare l'"identità del luogo" Bene dichiara che "non ci si può esibire nello stesso teatro dove si è di scena". Per avere un'identità bisogna avere un Io (desiderante), ma è appunto l'Io che viene meno nel "grande teatro" di Carmelo Bene. Senza contare l'ampio uso del playback che Bene farà in futuro, restituendo così la voce (negata all'ego) in terza persona, cioè, di fatto, al soggetto (nell'etimo "colui che subisce")..

### Marlowe
Questo capitolo prende spunto dal Tamerlano di Christopher Marlowe per proseguire la sua dissertazione sul modo di fare e intendere il teatro e l'arte in genere. L'uso del visivo nel "teatro totale che si realizza per sottrazione", secondo Bene, andrebbe adeguato alla phoné, poiché "il visivo sulla scena è un silenzio musicale (lungo o breve spazio di tempo) della voce". La ridondanza di mezzi espressivi, specialmente coreografici e scenici induce a dire:
"... Non può il concorso simultaneo o no di più 'mezzi espressivi' meritare la 'totalità' artistica (e dovunque così la si ricerchi ne risulta un pasticcio insensato)'. [...Si deve scongiurare] l'equivoco mimetico visivo, sollecitato sempre dalla peregrina illusione che l'assemblaggio in scena di differenti "mezzi espressivi" realizzi il "totale" a teatro ...".
Il teatro totale dunque, o grande teatro che dir si voglia, non si ha con il metodo additivo ma con quello sottrattivo (Bene direbbe "ogni trovata è persa"), evitando così il "fasto cafone" della messinscena operistica. La musica o la phoné vanno dunque sottratte, oltre che alla volgarità dell'eccesso e superfluo del visivo, anche all'azione, all'agire che crea conflitto con il sommovimento sonoro. Necessario si rende dunque l'"autolesionismo d'artefice", lo "squartamento del linguaggio", l'afasia della parola, la "camicia di forza" che lo impedisca nell'azione, nella "formulazione del senso", dell'attendibile, facendo uso dell'infinito "potenziale del proprio depensamento", esentandosi così dalla burocrazia della sintassi convenzionale, "riscattando il silenzio" e l'incomprensibilità del dire, l'"oscenità dell'esibizione" e scongiurando la "rappresentazione statale".
Tamerlano è per Bene una figura eroica, paragonabile ai grandi mistici (Ignazio di Loyola), l'artista dissacratore-massacratore, dell'(auto)annientamento, che tutto (si) sottrae, senza aggiungervi un bel niente. Griderà alla fine nel suo mondo ormai deserto e a corto di nemici (e di ogni rappresentazione possibile): "Muoia la morte". Carmelo Bene in effetti si identifica (nella difference) con il mistico, con Tamerlano (con Aguirre il "traditore"). Tamerlano e Alessandro Magno sono, per Bene, artefici posseduti da vanità dell'agire che non consente loro di presidiare i territori conquistati, ritrovandosi alla fine con un nulla di fatto. Tamerlano...
"... non è un eroe omerico favorito dal dio. È piuttosto la somma delle (sue) parti avverse in campo, ivi soprattutto comprese il dio [...] Dominatore incontrastato, è quanto si sostituisce allo spettacolo".

### Due passi in casa Meyerhold
L'attore che calpesta le scene di oggi, afferma Bene, non ha nulla dell'istrione, del jongleur, del cabotin, termini che col tempo hanno acquisito un significato negativo e spregiativo, ma che per l'artista salentino sono bagaglio indispensabile per il grande-attore, per cui parla del culto del cabotinage da restituire al teatro. Contrariamente all'attore intellettuale e agli "spazzini del proscenio", il non-attore, auspicato da Bene,  è...
"... la perfetta fusione del grande attore critico e l'istrione cabotin che, in continuum, si assume il compito di complicare la vita del grande attore" [...] L'istrione ha il compito di sgambettare il disegno che il grande attore critico sta allora tracciando sulla scena [...] Il non-attore è l'artefice per eccellenza: carisma a parte, la sua presenza in scena è poesia. Tutto il resto è teatro".

### L'arte di Stato
L'arte di Stato, della rappresentazione statale, ha rappresentato per Carmelo il suo incubo costante da contrastare e da evitare a tutti i costi (idiosincrasia questa, espressa abbondantemente altrove).
"Il governo italiano non intende detassare i teatranti al botteghino e chiudere una buona volta per tutte il ministero dello spettacolo.
 Lo stato democratico, finanziando chiunque a tutti i costi, difende la platea dalla eventualità poetica dei mostri.
 Lo stato paga tutti, corrompe tutti indiscriminatamente a un solo prezzo: derubare, paralizzare uno solo (forse due?) altro; e questo altro può giuocare, se vuole e finché vuole, l'aristocrazia che gli è propria; può, se vince il disgusto, seguitare il suo sogno "vittimistico", fatto incubo. Può seguitare a esprimere quella irritante irrappresentabilità che gli è propria, sul palcoscenico patibolare della (in)tolleranza sociale 
[...] Sento in tutta coscienza di non meritare comprensione alcuna. Il poeta vuol essere trascurato, perché rimanga tale".

### L'avvento della donna
Carmelo Bene considera l'avvento della donna sulle scene, una vera calamità per il (grande) teatro
"... [segnando] una volta per tutte la scissione tra maschio e femmina, condannati a caratteri sessuali, differenti nel senso diversi l'uno dall'altra, cancellando da una parte l'erotismo ... e dall'altra l'osceno ..., la perversione che è il teatro nel suo farsi: il fantasma.
In epoca elisabettiana, le parti femminili erano recitate da uomini, rendendo ancor più inattenbile l'intreccio e "sdrammatizzandone il patema da quattro soldi", esautorando soprattutto "l'angustioso rapporto maschio-femmina". Dopo la grande stagione irripetibile di Shakespeare, Marlowe ed altri, torna la "restaurazione inglese" e nel teatro europeo la spartizione dei ruoli tra maschio e femmina, la rappresentazione delle rispettive problematiche e la loro psicologia. Bene aggiunge che
"... si tratta di vedere in che misura la revoca di quel divieto alla donna d'essere attrice abbia contribuito al definitivo smarrimento del riso sulle scene. A mio avviso,  non vi ha soltanto contribuito: ha addirittura rovinato la festa, o almeno quel che ne sarebbe potuto avanzare".
L'attore nel periodo shakesperiano, considerata l'ambiguità del ruolo femminile svolto dalla donna-ragazzo, poteva inoltre "giocare" il suo ruolo conservando il femminile ch'era in lui. Secondo Bene, con il ritorno ai ruoli definiti, e di conseguenza al teatro della rappresentazione, maschio e femmina smarriscono la loro femminilità, concludendo che
"... la donna sarebbe stata riammessa sulle scene, al solo scopo ingrato - in quanto simulacro di donna - di scongiurare la femminilità e il degenere così precipitati [...] Estratta dalla sua realtà sociale, solo apparentemente libera in arte, è doppiamente svergognata in palcoscenico ..."
Oltre a questo escursus storico e personale, Bene non manca comunque di inveire contro i così da lui definiti "teatranti" della "rappresentazione statale":
« Il mio disprezzo per l'attore contemporaneo è qui: nella sua tanto ricercata incapacità di mentire, nel suo elemosinare una sciagurata attendibilità; nella sua ormai troppo provata incapacità di rimettere in gioco ogni sera  il modo stesso di far teatro; nel suo terrore imbecille d'autoemarginazione; nel suo noioso cicalare di "crisi del teatro" e perciò mai tentato abbastanza dal valzer d'un teatro della crisi; nella sua tecnica (se mai così può definirsi un limite penoso) esclusivamente maschia ».

### La vita bambina
In questo capitolo Bene attraverso la metafora della bambina spiega l'indeterminatezza dell'arte e il suo non senso spiegando che...
Importante nella bambina è l'assenza della donna. Che cos'è la bambina? Cosa non è, intanto? Non è donna. È deliziosa perché non è. Donna è. Ed è tutt'altro che 'bello'. Fare delle bambine delle donne in minore è volgare [...] La bambina, provvidenza incosciente dell'onnipotenza, è un miracolo, perché, mancandoci come donna, è tuttavia reale e viva. È opera d'arte [...] La bambina è giuoco innocente e perverso".
Bambina è anche Beatrice novenne, la musa ispiratrice del poeta per antonomasia, di cui Bene riporta uno stralcio del Canto VII del Paradiso.
Io dubitava e dicea 'Dille, dille!'
fra me, 'dille' dicea, 'a la mia donna
che mi disseta con le dolci stille'.
Ma quella reverenza che s'indonna
di tutto me, pur per Be e per Ice,
mi richinava come l'uom ch'assonna.
Beatrice (bambina) è
"un nome e al tempo stesso un nome convenuto, quasi la cifra dell'innominabile. È quel che manca in un nome [...] È l'afasia della nominazione".